# Romeny-sur-Marne
Romeny-sur-Marne é uma comuna francesa na região administrativa de Altos da França, no departamento de Aisne. Estende-se por uma área de 4,23 km². Em 2010 a comuna tinha 515 habitantes (densidade: 121,7 hab./km²).